# Whitakers
Whitakers é uma cidade  localizada no estado norte-americano de Carolina do Norte, no Condado de Edgecombe e Condado de Nash.

## Demografia
Segundo o censo norte-americano de 2000, a sua população era de 799 habitantes.
Em 2006, foi estimada uma população de 776, um decréscimo de 23 (-2.9%).

## Geografia
De acordo com o United States Census Bureau tem uma área de 2,1 km², dos quais 2,1 km² cobertos por terra e 0,0 km² cobertos por água. Whitakers localiza-se a aproximadamente 40 m acima do nível do mar.

## Localidades na vizinhança
O diagrama seguinte representa as localidades num raio de 20 km ao redor de Whitakers.